# Rui Águas (football)
Pour les articles homonymes, voir Rui Águas.
José Rui Lopes Águas est un footballeur et entraîneur portugais né le 28 avril 1960 à Lisbonne.

## Biographie
Rui Águas joue 292 matchs en 1re division portugaise et inscrit un total de 121 buts dans ce championnat.
International portugais (31 sélections), il participe à la Coupe du monde 1986 avec le Portugal.
Son père José Águas, et son cousin Raul Águas, sont eux aussi footballeurs.
Sa sœur, Lena D'Água, fait carrière dans la chanson.
Le 25 juillet 2014, il est nommé sélectionneur de l'équipe du Cap-Vert, en remplacement de Lúcio Antunes, parti 6 mois plus tôt pour le Progresso do Sambizanga.

## Palmarès de joueur
- 31 sélections et 10 buts en équipe du Portugal de 1985 à 1993
- Finaliste de la Coupe d'Europe des clubs champions en 1988
- Champion du Portugal en 1987, 1990, 1991, et 1994
- Vainqueur de la Coupe du Portugal en 1986, 1987 et 1993
- Vainqueur de la Supercoupe du Portugal en 1986

## Statistiques de joueur
- 292 matchs et 121 buts en 1re division portugaise (soit une moyenne de 0,41 but par match)
- 12 matchs et 0 but en 1re division italienne